# Ополовник американський
Ополовник американський (Psaltriparus minimus) — вид горобцеподібних птахів родини довгохвостосиницевих (Aegithalidae).

## Поширення
Вид поширений в західній частині Північної Америки від Ванкувера до Гватемали. Трапляється в екорегіоні чапараль серед зарослів колючих чагарників.

## Опис
Дрібний птах завдовжки 10-11 см, вагою 4,5-6 г. Тіло пухке з великою округлою головою, коротким конічним дзьобом, короткими загостреними крилами та довгим квадратним хвостом. Голова, спина, крила та хвіст темно-сірі з блакитним відтінком. Горло та груди попелясто-сірі. Черево та боки блідо-сірі. Дзьоб і ноги чорнуваті в обох статей. Очі натомість темно-карі у самців і світло-жовті у самиць.

## Спосіб життя
Живе у лісистій місцевості з густим підліском з чагарників. Трапляється невеликими сімейними групами до 10 птахів. Проводить більшу частину часу у пошуках поживи серед дерев і чагарників. Живиться комахами, павуками та іншими дрібними безхребетними, зрідка ягодами і насінням. Гніздування відбувається в квітні. Гніздо мішкоподібної форми будує самиця з лишайників і павутинням. У гнізді 2-7 яєць. Пташенят годують і доглядають усі члени зграї.